# Ctenophorus ornatus
Ctenophorus ornatus — вид ігуаноподібних ящірок родини агамових (Agamidae). Ендемік Австралії.

## Поширення і екологія
Ctenophorus maculatus мешкають на південному заході Західної Австралії. Вони живуть серед гранітних скель.